# Батагур
Батагур (лат. Batagur baska) — самый крупный вид пресноводных черепах рода батагур семейства азиатские пресноводные черепахи.

## Распространение
Обитает в Восточной Индии, на Индокитайском полуострове и на острове Суматра, юге Малайского полуострова, населяя солоноватые и пресные водоёмы.

## Описание
Масса до 30 кг. Панцирь длиной до 75 см. Он уплощённый, гладкий и обтекаемый, на лапах развитые перепонки и крупные сильные когти. В репродуктивный период хорошо выражен половой диморфизм — явление для черепах чрезвычайно редкое. Кожа на голове, шее и конечностях самцов становится бархатно-чёрной, а радужная оболочка глаз из желтовато-кремовой — молочно-белой.

## Образ жизни
Типичные места обитания — эстуарии больших рек, пресноводные каналы и озёра. В устье реки Перак в Малайзии батагуры придерживаются приливно-отливной зоны, где ширина русла достигает 1,6—2,4 км, а берега покрыты мангровыми зарослями. Батагур проводит в воде всё своё время, питаясь подводными и прибрежными (стебли, листья, плоды) растениями. Поедают также моллюсков, ракообразных и рыбу. Только в период размножения, в феврале — марте, черепахи стадами выходят на песчаные берега рек и на отмели эстуариев для откладки яиц.

## Размножение
Период размножения растянут до сентября — ноября. В ямку, разрытую задними ногами, самка кладёт 10—20 продолговатых яиц. В течение полутора месяцев каждая самка делает около трёх таких кладок. Яйца длиной около 7 см и массой до 90 г. Инкубационный период длится 70—80 дней. Нередки совместные кладки нескольких самок в одно гнездо. Вылупившиеся молодые черепахи по достижении половозрелости возвращаются для размножения в те же места.

## Численность
Численность повсеместно сокращается в связи с разрушением местообитаний и употреблением в пищу яиц и взрослых животных. В северо-восточной Индии, Камбодже и Вьетнаме батагуры по этой причине практически исчезли. Основной генофонд сохраняется на острове Суматра, в Западной Малайзии, Таиланде, Мьянме и Бангладеш.
Взрослые черепахи истребляются также акулами и крокодилами, а кладки и молодых черепах уничтожают выдры, одичавшие собаки и вараны.
Ещё в XII веке вид был широко распространён в бассейне Ганга. В XIX веке в Бирме, Индии и Индонезии батагуры были очень многочисленны. В Малайзии на реке Перак до Второй мировой войны в популяции насчитывалось 5700—8100 гнездящихся самок и 375—525 тысяч яиц в кладках. К 1970 году гнездящихся самок уже насчитывали только 400—1200, а яиц — 20—30 тысяч.

## Охрана
Батагур включён в Красную книгу МСОП в список видов, находящихся под угрозой исчезновения. В Малайзии закон запрещает отлов черепах и сбор яиц, который осуществляется только по лицензиям. Часть яиц собирается для инкубирования. Молодых черепах выращивают до 1—2 лет в специальных водоёмах, а затем выпускают в природу. Так, с 1969 по 1979 года была выпущена 6691 черепаха.